# العلاقات النرويجية السلوفاكية
العلاقات النرويجية السلوفاكية هي العلاقات الثنائية التي تجمع بين النرويج وسلوفاكيا.

## مقارنة بين البلدين
هذه مقارنة عامة ومرجعية للدولتين:
| وجه المقارنة                                              | النرويج                                                   | سلوفاكيا                                                       |
| --------------------------------------------------------- | --------------------------------------------------------- | -------------------------------------------------------------- |
| المساحة (كم2)                                             | 385.21 ألف                                                | 49.03 ألف                                                      |
| عدد السكان (نسمة)                                         | 5.33 مليون                                                | 5.44 مليون                                                     |
| الكثافة السكانية (ن./كم²)                                 | 13.84                                                     | 110.95                                                         |
| العاصمة                                                   | أوسلو                                                     | براتيسلافا                                                     |
| اللغة الرسمية                                             | بوكمول، لغات السامي، نينوشك، اللغة النرويجية              | اللغة السلوفاكية                                               |
| العملة                                                    | كرونة نروجية                                              | كرونة سلوفاكية، يورو                                           |
| الناتج المحلي الإجمالي (بليون دولار)                      | 398.83 مليار                                              | 95.77 مليار                                                    |
| الناتج المحلي الإجمالي (تعادل القوة الشرائية) بليون دولار | 322.23 مليار                                              | 162.34 مليار                                                   |
| الناتج المحلي الإجمالي الاسمي للفرد دولار أمريكي          | 74.40 ألف                                                 | 16.09 ألف                                                      |
| الناتج المحلي الإجمالي للفرد دولار أمريكي                 | 65.61 ألف                                                 | 30.46 ألف                                                      |
| مؤشر التنمية البشرية                                      | 0.944                                                     | 0.844                                                          |
| رمز المكالمات الدولي                                      | +47                                                       | +421                                                           |
| رمز الإنترنت                                              | .no                                                       | .sk                                                            |
| المنطقة الزمنية                                           | ت ع م+01:00، ت ع م+02:00، توقيت وسط أوروبا، أوروبا/أوسلو ‏ | توقيت وسط أوروبا، ت ع م+01:00، ت ع م+02:00، أوروبا/براتيسلافا ‏ |

## مدن متوأمة
في ما يلي قائمة باتفاقيات التوأمة بين مدن نرويجية وسلوفاكية:
- ترتبط مولده مع برديوف باتفاقية توأمة.

## منظمات دولية مشتركة
يشترك البلدان في عضوية مجموعة من المنظمات الدولية، منها:
| علم المنظمة | اسم المنظمة                               | تاريخ انضمام النرويج | تاريخ انضمام سلوفاكيا |
| ----------- | ----------------------------------------- | -------------------- | --------------------- |
|             | وكالة ضمان الاستثمار متعدد الأطراف        | 9 أغسطس 1989         | 1993                  |
|             | منظمة التعاون الاقتصادي والتنمية          | ?                    | ?                     |
|             | الأمم المتحدة                             | 27 نوفمبر 1945       | 19 يناير 1993         |
|             | الوكالة الدولية للطاقة                    | ?                    | ?                     |
|             | الفريق المعني برصد الأرض                  | ?                    | ?                     |
|             | مركز تنسيق الحركة في أوروبا ‏              | ?                    | ?                     |
|             | منظمة حظر الأسلحة الكيميائية              | ?                    | ?                     |
|             | منظمة التجارة العالمية                    | 1995                 | ?                     |
|             | منظمة الشرطة الجنائية الدولية             | ?                    | ?                     |
|             | منظمة الأمن والتعاون في أوروبا            | 25 يونيو 1973        | 1993                  |
|             | مؤسسة التنمية الدولية                     | 24 سبتمبر 1960       | 1993                  |
|             | حلف شمال الأطلسي                          | 4 أبريل 1949         | 29 مارس 2004          |
|             | يونسكو                                    | 4 نوفمبر 1946        | 9 فبراير 1993         |
|             | الاتحاد البريدي العالمي                   | ?                    | ?                     |
|             | البنك الدولي للإنشاء والتعمير             | 27 ديسمبر 1945       | 1993                  |
|             | اتفاقية السماوات المفتوحة                 | ?                    | ?                     |
|             | الاتحاد الدولي للاتصالات                  | 1866                 | 23 فبراير 1993        |
|             | مؤسسة التمويل الدولية                     | 20 يوليو 1956        | 1993                  |
|             | المنظمة الأوروبية لسلامة الملاحة الجوية   | 1994                 | 1997                  |
|             | المركز الدولي لتسوية المنازعات الاستشارية | 15 سبتمبر 1967       | 26 يونيو 1994         |
|             | مجموعة أستراليا                           | 1986                 | 1994                  |
|             | مجموعة الموردين النوويين                  | ?                    | ?                     |

## وصلات خارجية
- موقع وزارة الخارجية النرويجية
- موقع وزارة الخارجية السلوفاكية